# Meet the Press
Meet the Press es un programa de noticias/entrevistas de la televisión estadounidense que se transmite en la NBC. Comenzó el 6 de noviembre de 1947. Es el programa de televisión más antiguo de la historia de la televisión estadounidense.
El formato del programa tiene una larga entrevista personal con una persona que trabaja en política. También puede haber una discusión con miembros del Congreso o con comentaristas políticos.
Meet the Press comenzó en la radio en 1945 como American Mercury Presents: Meet the Press. Fue un espectáculo que se utilizó para promocionar The American Mercury, una revista americana que se publicó de 1924 a 1981. El programa se trasladó a la televisión con un título más corto, Meet the Press, el 6 de noviembre de 1947.
A lo largo de los años, el programa ha contado con once presentadores llamados "moderadores". La primera moderadora fue Martha Rountree. El actual moderador es Chuck Todd, que ha sido el anfitrión del espectáculo desde 2014. Tim Russert es el moderador más duradero del programa. Fue anfitrión desde 1991 hasta su muerte el 13 de junio de 2008.

## Formato
El formato del programa consiste en una entrevista individual extendida con el presentador y, a veces, le sigue una mesa redonda o una entrevista individual con figuras en posiciones antagónicas, ya sean miembros del Congreso de lados opuestos del pasillo o comentaristas políticos. Originalmente un programa de media hora durante la mayor parte de su historia, el programa se expandió a 60 minutos a partir de la emisión del 20 de septiembre de 1992.
El programa también presenta exámenes en profundidad de los hechos detrás de las noticias políticas y generales (particularmente como parte de un segmento llamado "Descarga de datos", presentado después de que Chuck Todd asumiera sus funciones como moderador, que se lleva a cabo en una pantalla táctil dentro del set principal).

## Historia
Meet the Press comenzó en la radio en Mutual Broadcasting System en 1945 como American Mercury Presents: Meet the Press, un programa para promocionar The American Mercury, una revista que Lawrence Spivak compró en 1935. Antes de que se emitiera el programa, Spivak le pidió a la periodista Martha Rountree, que había trabajado en la radio y había sido contratada por Spivak como editora itinerante de la revista, que criticara los planes para el nuevo programa de radio. Basado en su consejo, Rountree creó un nuevo programa de radio que llamó The American Mercury, el 5 de octubre de 1945.
El 6 de noviembre de 1947, mientras aún estaba en Mutual Broadcasting System, los derechos de televisión del programa fueron comprados por General Foods, que comenzó a transmitir el programa en la cadena de televisión NBC con el título abreviado para simplemente Meet the Press; la versión de radio también adoptó el nuevo nombre. Aunque algunas fuentes atribuyen a Spivak la creación del programa, Rountree desarrolló la idea por su cuenta, y Spivak se unió como coproductor y socio comercial en la empresa después de que el programa ya había debutado.
Meet the Press se presentó originalmente como una conferencia de prensa de 30 minutos con un solo invitado y un panel de interrogadores. Su primer invitado fue James Farley, quien se desempeñó como director general de Correos, presidente del Comité Nacional Demócrata y director de campaña de Franklin Delano Roosevelt durante los dos primeros mandatos de la Administración del New Deal. La creadora Rountree fue su primera presentadora, la única moderadora del programa hasta la fecha. Renunció el 1 de noviembre de 1953 y fue sucedida por Ned Brooks, quien permaneció como moderador hasta su jubilación el 26 de diciembre de 1965. Spivak se convirtió en moderador el 1 de enero de 1966, pasando de su papel como panelista permanente. Se retiró el 9 de noviembre de 1975, en una edición especial de una hora que contó por primera vez con un presidente en funciones como invitado, en este caso Gerald Ford. La semana siguiente, Bill Monroe, anteriormente un panelista semanal como lo había sido Spivak años antes, asumió el cargo de moderador y permaneció hasta el 2 de junio de 1984.
Durante los siguientes siete años y medio, el programa pasó por una serie de anfitriones mientras luchaba en los índices de audiencia contra This Week with David Brinkley de ABC. Roger Mudd y Marvin Kalb , como co-moderadores, siguieron a Monroe durante un año, seguido por Chris Wallace (quien más tarde pasaría a una carrera mucho más larga como presentador del programa rival Fox News Sunday) de 1987 a 1988. Garrick Utley, luego anfitrión de Weekend Today, al mismo tiempo anfitrión de Meet the Pressdesde 1989 hasta el 1 de diciembre de 1991. Todo esto ocurrió a pesar de los índices de audiencia crecientes de otros programas de NBC News (y los de la cadena en general) durante ese período. El programa se transmitía originalmente al mediodía, hora del este, todos los domingos, actuando como un incómodo programa de introducción al programa previo al juego de NFL Live de media hora en otoño y principios de invierno, antes de pasar a un horario de 9:00 a.m. por el principios de la década de 1990 cuando NFL Live se expandió a una hora.

## Bajo Russert

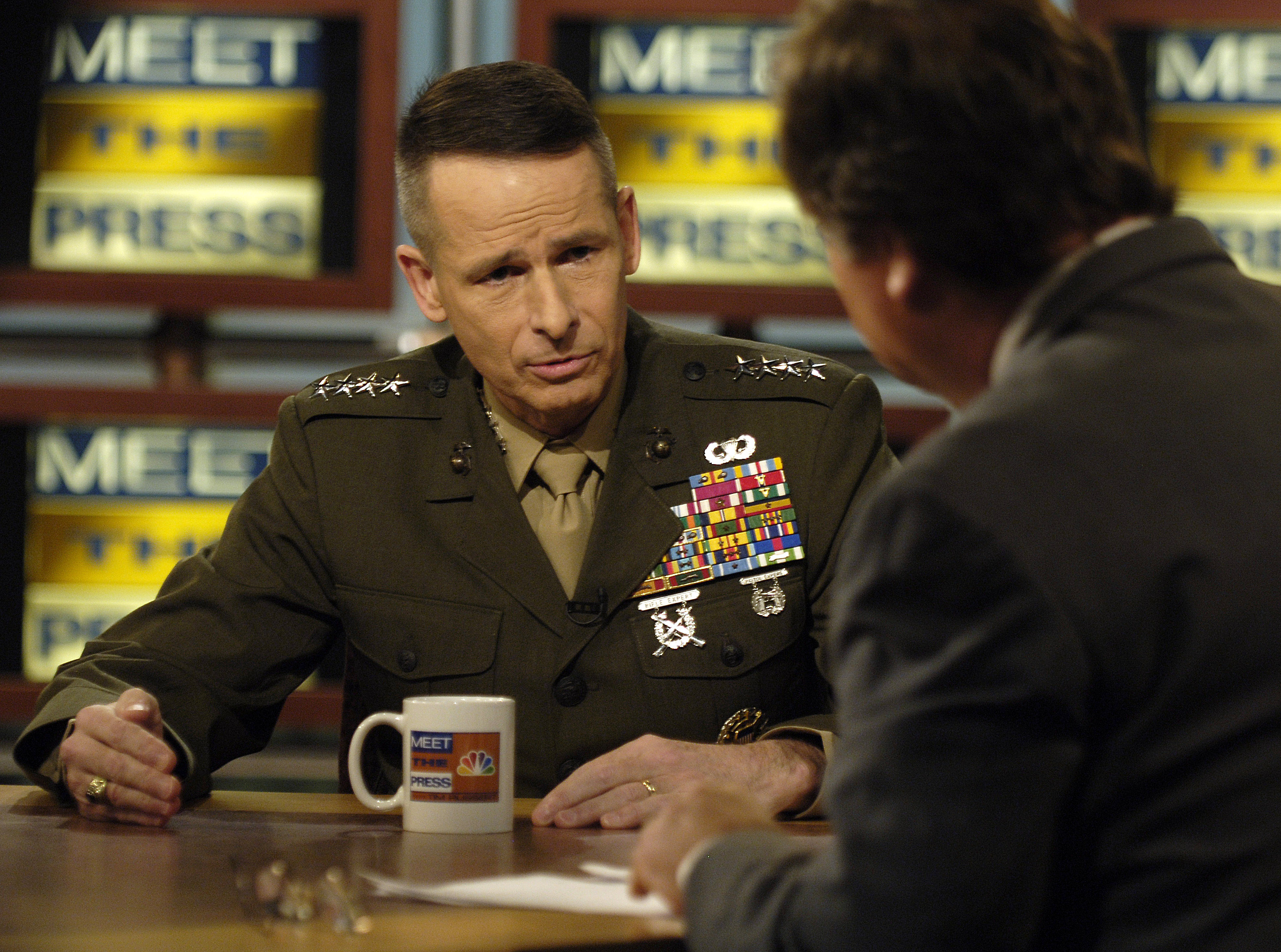
Russert entrevista al general Peter Pace en 2006.

Los funcionarios de la cadena, preocupados por el futuro del programa, recurrieron a Tim Russert, el jefe de la oficina de la cadena en Washington D. C. Asumió el cargo de moderador de Meet the Press el 8 de diciembre de 1991 y permaneció en el programa hasta su muerte el 13 de junio de 2008, convirtiéndose en el moderador con más años de servicio en la historia del programa.
Bajo Russert, el programa se amplió a una hora y dejó de ser una conferencia de prensa televisada, centrándose más en las preguntas y comentarios de Russert; Russert también participó en entrevistas en profundidad más largas y organizó paneles de expertos para discutir los temas presentados en la transmisión de esa semana. Russert cerró cada edición diciendo: "Eso es todo por hoy. Volveremos la próxima semana. Si es domingo, es Meet the Press".
Durante la temporada de fútbol americano profesional, Russert, oriundo de Buffalo, Nueva York, y ávido fanático de los Buffalo Bills, a veces añadía: "¡Vamos, Bills!", y ocasionalmente preguntaba a los panelistas: "¿Qué tal si esos sables?" si al equipo de hockey de la NHL de Buffalo le iba bien. Las parodias del programa que aparecen en un sketch recurrente en Saturday Night Live a menudo reflejaban sus adiciones improvisadas en apoyo de las dos franquicias deportivas profesionales. En 2006, Meet the Press fue el programa de mayor audiencia entre los programas de entrevistas de los domingos por la mañana.
El 13 de junio de 2008, Russert murió de una trombosis coronaria repentina (causada por la ruptura de una placa de colesterol). El expresentador de NBC Nightly News, Tom Brokaw, presentó una edición especial de Meet the Press dedicada a la vida de Russert el 15 de junio de 2008, en la que la silla de Russert quedó vacía como tributo.

### Después de Russert
Mark Whitaker fue nombrado por NBC News como Jefe de la Oficina de Washington D. C. de la división y se le otorgó la "supervisión ejecutiva" de Meet the Press.

#### Era interina de Brokaw
El presentador de NBC Nightly News, Brian Williams, actuó como moderador del primer programa luego del homenaje a Russert el 15 de junio de 2008, con los mismos invitados y el mismo tema que Russert estaba planeando cuando murió.
Tras la muerte de Russert, Tom Brokaw fue nombrado moderador interino hasta las elecciones generales de 2008. Brokaw siguió la tradición de Russert al despedirse con "Volveremos el próximo domingo porque si es domingo, es Meet the Press" (una despedida que continuaría siendo utilizada por sus sucesores como moderador). En septiembre de ese año, el espectáculo se presentó con una interrupción comercial limitada.
El 10 de agosto de 2008, David Gregory moderó el panel de discusión durante la segunda media hora de la transmisión, mientras que Brokaw presentó la primera media hora desde el sitio de los Juegos Olímpicos de Verano en Beijing. La semana siguiente, el 17 de agosto de 2008, moderó toda la transmisión. El 1 de diciembre de 2008, también se informó que la transmisión del 7 de diciembre sería la última de Brokaw, y Gregory se convertiría en el nuevo presentador permanente el domingo siguiente.

#### Bajo Gregory
David Gregory comenzó su mandato como moderador el 14 de diciembre de 2008. Cuatro días después de la primera transmisión regular de Gregory, el 18 de diciembre de 2008, el director político de NBC News, Chuck Todd, fue nombrado editor colaborador de Meet the Press. A lo largo del mandato de Gregory como moderador, Meet the Press experimentó importantes descensos en los índices de audiencia. En los últimos tres meses de 2013, el programa ocupó el tercer lugar entre los programas de entrevistas de los domingos por la mañana en audiencia total, detrás de Face the Nation de CBS y This Week de ABC por primera vez desde 1992. También experimentó las calificaciones más bajas en el toda la historia del programa entre los espectadores clave de 25 a 54 años demográfico durante este período. La gerencia de NBC se volvió insegura en cuanto a la dirección futura del programa.
Se presentó un nuevo conjunto el 2 de mayo de 2010, con pantallas de video y estanterías estilo biblioteca; Gregory obtendría una vista previa de los invitados que se presentarían durante la transmisión de cada semana usando una pantalla de video grande. También se introdujo música de introducción diferente y modificada, con el tema musical Meet the Press en un "[estilo] modernizado más corto... el comienzo repetido con golpes de batería (consulte "Transmisión de alta definición "a continuación para obtener información adicional).

#### Bajo Todd

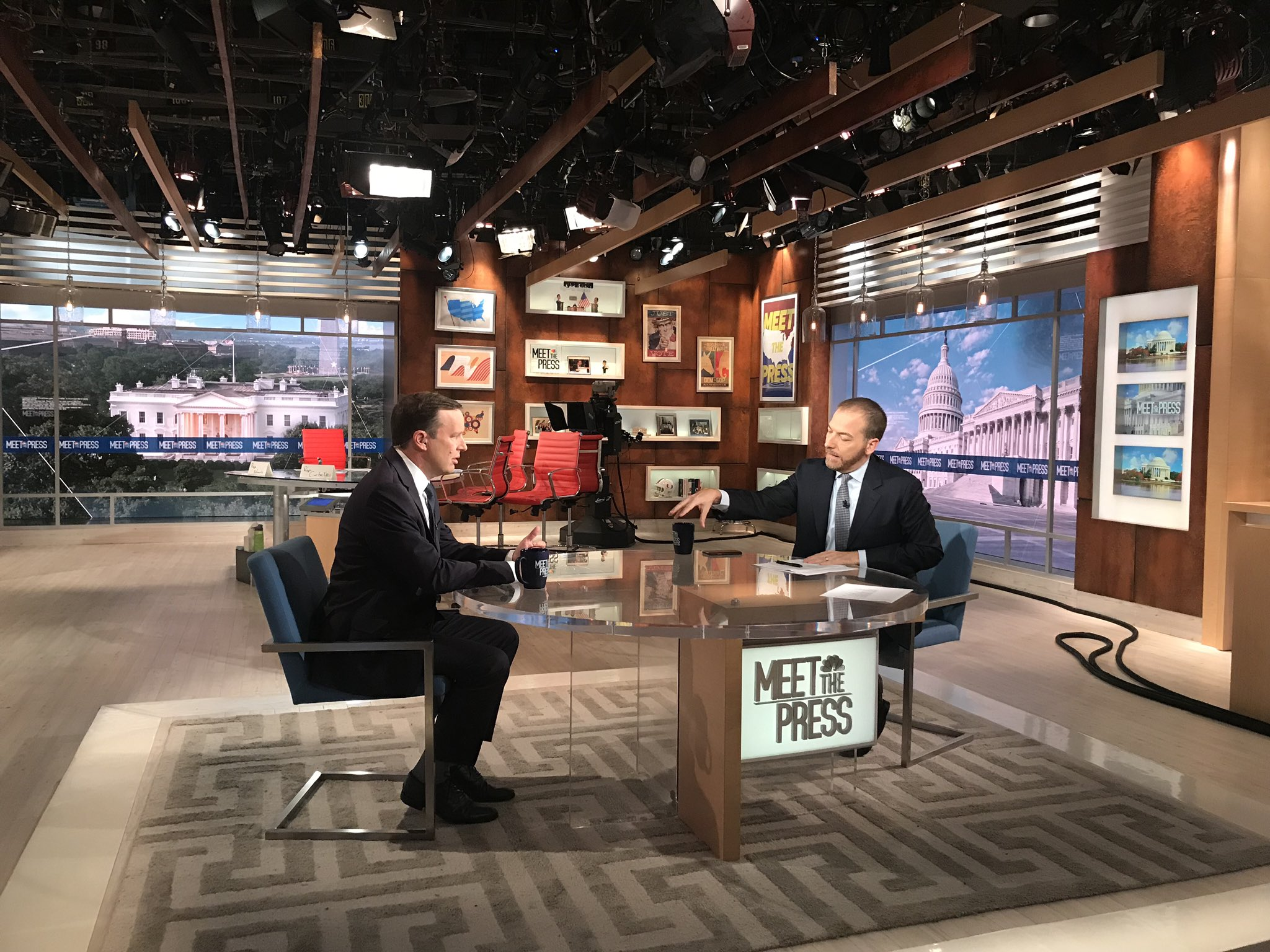
El senador Chris Murphy en Meet the Press

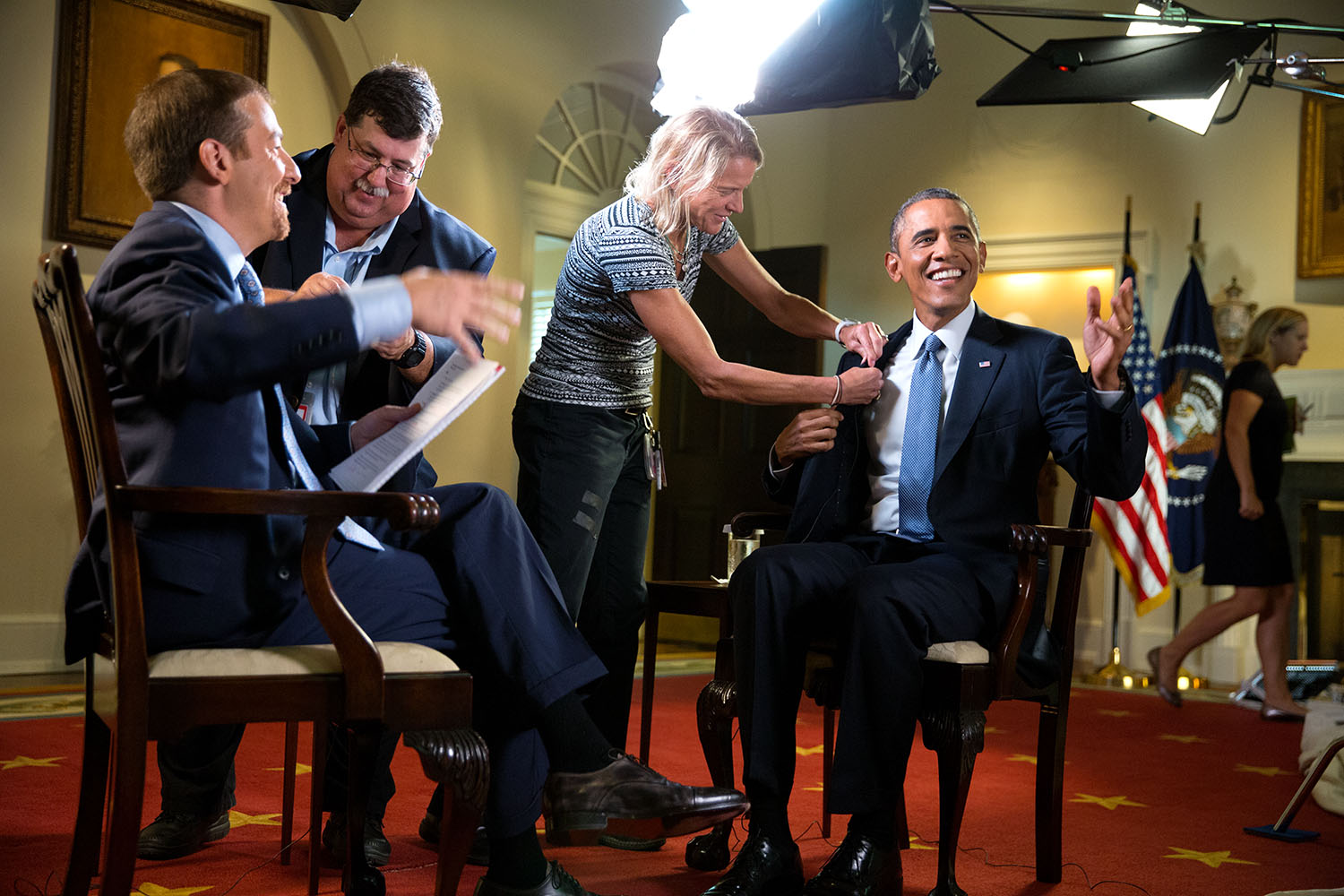
El presidente estadounidense, Barack Obama, participa en una entrevista con Todd en la Sala del Gabinete de la Casa Blanca, el 6 de septiembre de 2014.

En respuesta a la disminución de la audiencia, en agosto de 2014 surgieron rumores de que Gregory sería reemplazado como moderador del programa. Aparentemente, la presidenta de NBC News, Deborah Turness, había mantenido conversaciones con Jon Stewart (entonces presentador del programa de comedia de noticias The Daily Show de Comedy Central ) para reemplazar a Gregory, lo que Stewart confirmó más tarde en una entrevista con Rolling Stone , diciendo: "Supongo es que estaban lanzando una red tan amplia y extraña como podían. Estoy seguro de que parte de ellos estaba pensando: '¿Por qué no lo convertimos en un programa de variedades?'
El 14 de agosto de 2014, Turness anunció que Chuck Todd, corresponsal en jefe de la Casa Blanca de NBC, asumiría el papel de moderador el 7 de septiembre de 2014. 
Diario MTP: El 28 de septiembre de 2015, MSNBC estrenó MTP Daily, un nuevo spin-off de lunes a viernes también presentado por Todd. Reemplazó formalmente a The Ed Show como el programa vespertino de MSNBC después de un período de transición luego de su cancelación. MSNBC explicó que el programa está destinado a "traer la visión y el poder de Meet the Press a nuestro aire todos los días de la semana".
La desinformación se apodera de los medios. en una entrevista de diciembre de 2019 con Rolling Stone, Todd habló sobre cómo la desinformación se apoderó de los medios durante la administración Trump. Sin embargo, PressThink, un proyecto del Instituto de Periodismo Arthur L. Carter de la Universidad de Nueva York, criticó a Todd por no abordar el problema a medida que se desarrollaba, en una discusión muy detallada de los comentarios de Todd.

### Transmisión de alta definición
El estudio de grabación utilizado desde el 17 de marzo de 1996 hasta el 25 de abril de 2010 había sido diseñado como un equipo experimental para la transmisión de alta definición; varias ediciones del programa (incluida la primera transmisión de una serie regular en una importante cadena de televisión en HD) se emitieron en el formato en la década de 1990 en la estación HD experimental WHD-TV en Washington D. C. A pesar de esto, el programa continuó para ser transmitido en NTSC a través de la propia red NBC. El 2 de mayo de 2010, Meet the Pressse convirtió en el último programa de NBC News en convertirse a alta definición y presentó un nuevo conjunto que consta de grandes pantallas de video que se utilizan principalmente para mostrar paisajes de Washington, sujetos de entrevistas satelitales y puntos de conversación del moderador y el sujeto, junto con gráficos producidos para el formato.
En enero de 2021, la producción del programa se trasladó de las instalaciones de WRC-TV en Tenleytown a un estudio en la planta baja de la nueva oficina de NBC en Washington D. C. en Capitol Hill. La mudanza incluyó un nuevo estudio.

## Moderadores

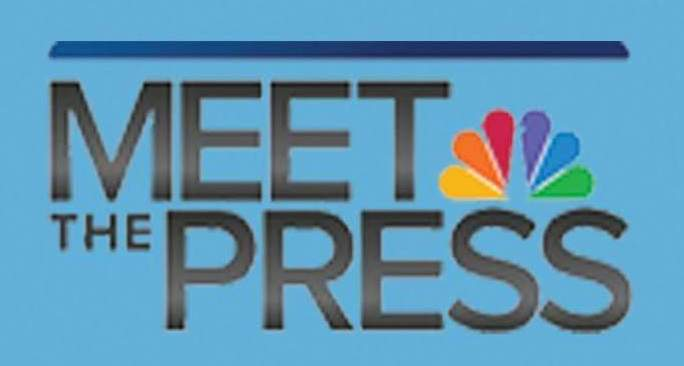
Logo oficial de Meet the Press

Esta es una lista de moderadores que han sido anfitriones de Meet the Press.
| Martha Rountree                          | 1947-1953     |
| Ned Brooks                               | 1953-1965     |
| Lawrence E. Spivak                       | 1966-1975     |
| Bill Monroe                              | 1975-1984     |
| Roger Mudd y Marvin Kalb (comoderadores) | 1984-1985     |
| Marvin Kalb                              | 1985-1987     |
| Chris Wallace                            | 1987-1988     |
| Garrick Utley                            | 1989-1991     |
| Tim Russert                              | 1991-2008     |
| Tom Brokaw                               | 2008          |
| David Gregory                            | 2008-2014     |
| Chuck Todd                               | 2014-2023     |
| Kristen Welker                           | 2023-presente |

## Otros sitios web
- Meet the Press official website
- Información de fondo sobre el 60.º aniversario
- Meet the Press en Internet Movie Database (en inglés).(en inglés)
- @MeeTthePress en X (antes Twitter)
- Meet The Press en Facebook

- Datos: Q1543066
- Multimedia: Meet the Press / Q1543066